# Brunero Gherardini
Brunero Gherardini (ur. 10 lutego 1925 w Prato, zm. 22 września 2017) – włoski prezbiter i teolog, dyrektor czasopisma teologicznego Divinitas i kanonik bazyliki św. Piotra w Rzymie, emerytowany dziekan wydziału teologicznego Papieskiego Uniwersytetu „Lateranum”.

## Działalność teologiczna
Święcenia prezbiteratu otrzymał w Pistoi dla diecezji Prato 29 czerwca 1948 r. Studiował w Lateranum oraz w Tybindze. Od 1958 r. pracował w watykańskiej Kongregacji ds. seminariów duchownych, będąc odpowiedzialnym za włoskie seminaria. Od 1968 r. przez trzydzieści siedem lat był profesorem Uniwersytetu laterańskiego, kierując katedrą eklezjologii i ekumenizmu, a także dziekanem wydziału teologii. Kierował także katedrą eklezjologii w Instytucie „Ecclesia Mater” Uniwersytetu Angelicum. Był też konsultorem Kongregacji ds. kanonizacji. Od 1994 r. jest kanonikiem bazyliki św. Piotra w Rzymie. W latach 2001–2011 był postulatorem kanonizacji błogosławionego Piusa IX. Jest obserwatorem dialogu między Stolicą Apostolską a Bractwem Kapłańskim Świętego Piusa X.
W ostatnich latach w swych książkach wypowiadał się krytycznie, z pozycji tomistycznych, wobec współczesnych interpretacji Soboru watykańskiego II. Jest autorem ok. osiemdziesięciu książek i stu innych publikacji. Ostatnie książki to Credo in Gesu Cristo (Wierzę w Jezusa Chrystusa, Viverlin 2012) oraz Contrapunto concilliare (Kontrapunkt soborowy, Lindau 2013).